# ОШ „Дуле Караклајић” Лазаревац
Основна школа „Дуле Караклајић“ је основна школа смештена у Лазаревцу. Почела је са радом 1966. године, а 1. септембра 1975. године школа је и физички издвојена, изградњом нове школске зграде, која се налази у улици Дула Караклајића. Тренутно носи епитет једне је од најмодернијих школа на подручју града Београда.

## Име школе
Предратни револуционар, студент права, Драгутин Дуле Караклајић, рођен је 27. октобра 1915. године у Лазаревцу. Предратни скојевац, борац за социјалну правду и слободу свог народа, међу првима се одазвао на позив Партије, и као комуниста и борац Прве шумадијске бригаде, отишао у борбу са непријатељима који су у априлу 1941. године окупирали нашу земљу.
Његова јединица, Прва шумадијска бригада, уз борбу се пробила до Пријепоља, где су се рањени борци, међу којима је био и Дуле Караклајић, лечили у тамошњој партизанској болници, са леве стране реке Лима, на улазу у Пријепоље. Немци су од стране издајника обавештени где се налази ова јединица и опколили су Пријепоље у току ноћи између 3-ег и 4-ог децембра 1943. године и са околних брда отворили јаку ватру на партизане. Нису поштедели ни болницу са рањеницима. Иако је рањен, Дуле Караклајић је покушао да се пробије из обруча, али је ту одмах иза запаљене пријепољске болнице, храбро погинуо у својој 28-ој години.
Сваке године на дан рођења Дула Караклајића ученици школе, која носи његово име, на његов гроб у Пријепољу полажу цвеће, као и пред његову бисту која се налази у холу школе на којој пише : 
- „За слободу пали, сваке зоре свићу“.

## Оснивање школе
До школске 1964/65. године у Лазаревцу је постојала само једна Основна школа „Војислав Вока Савић“. Са преко 62 одељења и 2.000 ученика постала је превелика за добру организацију и нормалан васпитно-образовни рад, те су надлежне власти биле принуђене да оснују нову школу.
Решењем Скупштине општине Лазаревац од 2. јуна 1965. године, поделом једине школе, основана је нова Основна школа под називом „Дуле Караклајић“. Истим решењем подељена је територија Лазаревца на два школска подручја, а подручна одељења на две школе. Поделом физички издвојених одељења, ОШ „Дуле Караклајић“ припала су одељења у Петки, Шушњару, Лукавици и Стубици.
Међутим, нова школа, због тада започете привредне реформе и недостатка финансијских средстава није одмах започела са радом.

### Почетак рада школе
После једногодишњих припрема, Основна школа „Дуле Караклајић“ почела је са радом 1. септембра 1966. Све до 1975. године настава је извођена у објектима Основне школе. У школу је школске 1966/67 уписано 1.005 ученика.

## Школа данас
Отварањем Основне школе 1994. године Лазаревац је опет подељен на сада три школска подручја. У саставу Основне школе "Дуле Караклајић" остала је само подручна школа у Петки која је изграђена давне 1873. године. 
Школске 2013/14. године наставу похађа 1186 ученика распоређених у:
- 42 одељења у матичној школи
- 9 одељења посебне наставе
- 4 издвојена одељења у селу Петка

Укупно има 55 одељења од I до VIII разреда.
Наставу изводи 92 просветна радника уз помоћ:
- директора школе
- помоћника директора
- 5 стручних сарадника

Правно - административну службу чине:
- секретар
- руководилац рачуноводства
- благајник
- административни радник

О исправности уређаја и сигурности школе брину два домара, а о хигијени 20 хигијеничарки. Школа има и школског полицајца, па је сигурност ученика знатно појачана, а малолетничка деликвенција сведена на најмању меру.